# 国司有純
国司 有純（くにし ありずみ）は、戦国時代の武将。毛利氏の家臣。

## 生涯
国司光宣の子として生まれ、毛利豊元の娘を妻としたため、毛利家の一門的扱いを受けた。毛利豊元、弘元、興元に仕え、多治比猿掛城主であった毛利元就幼少期の後見役を勤めた。
没年は不詳。子の有相が後を継いだ。
後に元就はかつて自分を支えてくれた家臣の一人として有純の名を挙げている。その他、有純と共に名前を挙げられているのは志道広良、井上有景、井上俊久、井上俊秀、粟屋元国、国司有相。